# 諏訪滿鄰
諏訪滿鄰（1501年—1582年10月27日），日本戰國時代的武將，父親是諏訪賴滿或諏訪政滿。

## 生平
在文龜元年（1501年）。天文11年（1542年）7月2日，在甲斐國的武田晴信（信玄）與高遠賴繼、禰宜太夫矢島滿清一同攻擊諏訪氏當主諏訪賴重的本據上原城（現今長野縣茅野市上原）時，協助賴重。賴重向桑原城（現今諏訪市四賀桑原）敗走，並於7月4日向武田軍降伏。賴重被送到武田氏的本據甲府後，在7月21日於東光寺（現今山梨縣甲府市東光寺）自殺（『高白齋記』、『守矢賴真書留』）。
賴重死後，高遠賴繼和矢島滿清想得到諏訪郡和諏訪大社上社（現今諏訪市中洲）大祝的地位，於是反抗武田氏。此時，擁立賴重的遺兒千代宮丸（寅王丸）來對抗。9月25日，與武田軍一同在宮川橋之戰中，撃破高遠賴繼（『高白齋記』、『守矢賴真書留』）。在這段時期出家。9月26日，與神長官守矢賴真和弟弟滿隆一同擔任武田氏的向導，進攻伊那郡福與城（現今上伊那郡箕輪町）城主藤澤賴親，令其降伏（『高白齋記』）。此後動向不明，根據諏訪氏的系譜，是在武田家滅亡後的天正10年（1582年）10月死去。

## 子孫
長男賴豐以有力社家眾的身份，統括諏訪眾。次男賴辰亦仕於武田家。賴豐、賴辰、四男賴清在天正10年3月，於武田氏滅亡的戰事中戰死。三男賴忠在天正壬午之亂時再興諏訪氏，賴忠的兒子賴水成為諏訪藩藩主。

## 外部連結
- 武家家伝＿諏訪氏 （页面存档备份，存于）